# Gymnanthes lucida
Gymnanthes lucida är en törelväxtart som beskrevs av Olof Swartz. Gymnanthes lucida ingår i släktet Gymnanthes och familjen törelväxter. Inga underarter finns listade i Catalogue of Life.